# Alexandra Aikhenvald
Alexandra ("Sasha") Yurievna Aikhenvald (Moscú, 1 de septiembre de 1957) es una lingüista rusa especializada en tipología lingüística y en lenguas de la familia arawak de la Amazonia. Igualmente ha realizado un importante trabajo sobre la categoría gramatical denominada evidencialidad. Aikhenwald ha publicado más de 100 artículos en revistas especializadas.

## Biografía
Alexandra Aikhenvald nació en una familia rusófona de origen judío originaria de Moscú. Desde una edad muy temprana se interesó por el aprendizaje de lenguas, ya de niña aprendió algo de español de un amigo de sus padres. Uno de sus amigos hablaba alemán, y le enseñó dicha lengua durante su educación secundaria. En ese periodo también aprendió francés. En la universidad se interesó por estudiar latín y estudios clásicos. 
Su apellido judío le dificultó la finalización de sus estudios universitarios en la Unión Soviética. Pese a los obstáculos que encontró en su camino, logró licenciarse en la Universidad Estatal de Moscú, con una tesis sobre las lenguas anatolias. También estudió sánscrito, acadio, lituano, finés, húngaro, árabe, italiano y griego antiguo. Fuera de sus clases también aprendió estonio y hebreo.

## Publicaciones

### Monografías
- Современный иврит [Modernes Hebräisch, russisch]. Nauka, Moskva 1990.
- Bare. LINCOM Europa München, 1995, ISBN 3-89586-050-6.
- Tariana texts and cultural context. LINCOM Europa, München 1999, ISBN 3-89586-078-6.
- Manual da língua tariana. Dazu: Histórias tariana. 2000.
- Classifiers: A typology of noun categorization devices. Oxford University Press, Oxford 2000: 2003, ISBN 0-19-926466-X.
- Dicionário Tariana-Português e Português-Tariana. (= Boletim do Museu Goeldi. 17). Museu Goeldi, Belém 2002.
- Language contact in Amazonia. Oxford University Press, Oxford 2002, ISBN 0-19-925785-X.
- A grammar of Tariana, from northwest Amazonia. Cambridge University Press, Cambridge 2003, ISBN 978-0-521-02886-8.
- Evidentiality. Oxford University Press, Oxford, 2004, ISBN 978-0-19-920433-5.
- The Manambu language, from East Sepik, Papua New Guinea. Oxford University Press, Oxford 2008, ISBN  978-0-19-953981-9.
- Imperatives and commands. Oxford University Press, Oxford 2010, ISBN 978-0-19-920790-9.
- The languages of the Amazon. Oxford University Press, Oxford 2012, ISBN 978-0-19-959356-9.

### Libros editados
- Dixon, R.M.W. y Alexandra Y. Aikhenvald (eds.) 1999 The Amazonian languages. Cambridge University Press, Cambridge, ISBN 0-521-57021-2.[1]
- Dixon, R.M.W. y Alexandra Y. Aikhenvald (eds.) Changing valency: case studies in transitivity.
- Dixon, R.M.W. y Alexandra Y. Aikhenvald (eds.) Areal diffusion and genetic inheritance: problems in comparative linguistics Word, a cross-linguistic typology.
- Dixon, R.M.W. y Alexandra Y. Aikhenvald (eds.) Studies in evidentiality.
- Dixon, R.M.W. y Alexandra Y. Aikhenvald (eds.) Adjective classes: a cross-linguistic typology.
- Dixon, R.M.W. y Alexandra Y. Aikhenvald (eds.) Serial verb constructions: a cross-linguistic typology Complementation: a cross-linguistic typology.
- Aikhenvald, Alexandra Y. y Dixon, R.M.W. (eds) 2007 Grammars in contact: a cross-linguistic typology. Oxford: Oxford University Press.
- Dixon, R.M.W. y Alexandra Y. Aikhenvald (eds.) The semantics of clause linking: a cross-linguistic typology.
- Aikhenvald, Alexandra Y., Dixon, R.M.W. y Masayuki Onishi (eds.) Non-canonical marking of subjects and objects. Amsterdam: John Benjamins
- Aikhenvald, Alexandra Y. y Dixon, R.M.W. (eds) 2011 Language at large: Essays on syntax and semantics. Leiden: Brill (Empirical approaches to linguistic theory, v. 2)
- Aikhenvald, Alexandra Y. y Dixon, R.M.W. (eds) 2013 Possession and Ownership. (Explorations in Linguistic Typology) Oxford: Oxford University Press.
- Aikhenvald, Alexandra Y. y Dixon, R.M.W. (eds) 2014 The Grammar of Knowledge. A Cross-Linguistic Typology (Explorations in Linguistic Typology) Oxford: Oxford University Press.

### Artículos
- Language contact along the Sepik River, Papua New Guinea. en: Anthropological Linguistics. Vol. 50, 2008, Nr. 1, ISSN 0003-5483, S. 1–66.